# Веллен (Рейнланд-Пфальц)
Веллен (нім. Wellen) — громада в Німеччині, розташована в землі Рейнланд-Пфальц. Входить до складу району Трір-Саарбург. Складова частина об'єднання громад Конц.
Площа — 3,09 км2. Населення становить 828 ос. (станом на 31 грудня 2020).